# James J. Hill
James Jerome Hill (Guelph/Eramosa, 1838. szeptember 16. – Saint Paul, 1916. május 29.) kanadai-amerikai vasúti igazgató volt. A Great Northern Railway által vezetett vasútvonalcsalád vezérigazgatója volt, amely a felső Közép-Nyugat, az északi Nagy-síkság és a csendes-óceáni északnyugat jelentős területét szolgálta ki. E régió mérete és a Hill-vonalak által gyakorolt gazdasági dominancia miatt Hillt még életében "The Empire Builder" néven ismerték.

## Élete

### Fiatal üzletemberként
A hajózásban és az üzemanyag-ellátásban szerzett korábbi tapasztalatai miatt Hill mind a szén-, mind a gőzhajó-üzletbe be tudott lépni. 1870-ben társaival megalapította a Red River Transportation Company-t, amely gőzhajószállítást kínált St. Paul és Winnipeg között. 1879-re Norman Kittsonnal egyesülve helyi monopóliumot szerzett. 1867-ben Hill beszállt a szénüzletbe, és 1879-re ötszörösére bővült, így Hill helyi monopóliumot szerzett az antracitszén üzletágban. Ugyanebben az időszakban Hill a banki tevékenységbe is beszállt, és hamar sikerült több nagy bank igazgatótanácsának tagjává válnia. Csődbe ment vállalkozásokat is felvásárolt, újjáépítette, majd újra eladta őket - gyakran jelentős haszonra szert téve. Hill megjegyezte, hogy sikerének titka a "munka, a kemény munka, az intelligens munka, majd még több munka" volt.

### Belépés az aranykor vasútjába
Az 1873-as pánik idején számos vasút, köztük a St. Paul and Pacific Railroad (StP&P) is csődbe ment. Különösen az StP&P került szinte reménytelen jogi zűrzavarba. James Hill számára ez arany lehetőséget jelentett. Hill három éven át kutatta az StP&P-t, és végül arra a következtetésre jutott, hogy az StP&P-vel jó sok pénzt lehetne keresni, feltéve, hogy a kezdőtőkét sikerülne előteremteni. Hill összefogott Norman Kittsonnal (akivel korábban gőzhajó-üzleteket egyesített), Donald Smith-szel, George Stephennel és John Stewart Kennedyvel. Együtt nemcsak megvásárolták a vasutat, hanem jelentősen kibővítették azt azáltal, hogy a Northern Pacific Railwayvel kötött alkudozással pályahasználati jogokat szereztek. 1879 májusában megalakult a St. Paul, Minneapolis, and Manitoba Railway Co. (StPM&M) - James J. Hill vezérigazgatóval. Első célja az volt, hogy még tovább bővítse és korszerűsítse.
Hill gyakorlatias, a részletek megszállottja volt. Ő maga is kanadai volt, skót-ír protestáns felmenőkkel, és sok hasonló hátterű embert vont be a felsővezetésbe. Azt akarta, hogy az emberek a vasútvonalai mentén telepedjenek le, ezért telkeket adott el a bevándorlóknak, miközben a vasútvonalakon szállította őket új otthonukba. Amikor az egyik vasútvonalának legjobb útvonalát kereste, lóra szállt, és személyesen felderítette azt. Az ő irányítása alatt a StPM&M virágzott. 1880-ban a nettó értéke 728 000 dollár volt (ami ma 20 441 738 dollárnak felel meg), 1885-ben pedig 25 000 000 dollár, ami ma 753 981 481 dollárnak felel meg.
Egyik kihívása ekkor a vasút elleni szövetségi fellépés elkerülése volt. Ha a szövetségi kormány úgy vélte, hogy a vasutak túl nagy nyereséget termelnek, akkor ebben lehetőséget láthatott arra, hogy kikényszerítse a vasúti tarifa mértékének csökkentését. Hill ezt úgy kerülte el, hogy a vasút nyereségének nagy részét visszaforgatta magába a vasútba - és ezeket a beruházásokat a működési költségek közé számolta. Hill ekkor vált vezérigazgatóból a StPM&M hivatalos elnökévé, és ezt követően döntött a vasútvonalak bővítése mellett.

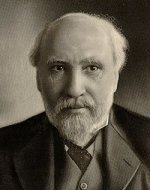
Hill kb. 1890-ben

### "Empire Builder"
Hill 1883 és 1889 között építette meg vasútvonalait Minnesotán keresztül Wisconsinba, majd Észak-Dakotán át Montanába.
Amikor a Hill által épített területeken nem volt elég ipar, Hill behozta az ipart, gyakran úgy, hogy felvásárolt egy vállalatot, és üzemeket helyezett el a vasútvonalai mentén. 1889-re Hill úgy döntött, hogy a jövője a transzkontinentális vasútvonallá való bővítésben rejlik.
"Amit mi akarunk" - idézik Hillt - "az a lehető legjobb vonal, a legrövidebb távolság, a legkisebb emelkedés és a legkisebb görbület, amit csak meg tudunk építeni. Nem érdekel minket annyira a Sziklás-hegység tájai, hogy nagy összegeket költsünk a fejlesztésére." Hill megkapta, amit akart, és 1893 januárjában elkészült a Minnesotai St. Paulból a Washingtoni Seattle-be vezető Great Northern Railway, amely több mint 1700 mérföld (2700 km) távolságot tesz meg. A Great Northern volt az első transzkontinentális vasútvonal, amely állami pénzek nélkül, csupán néhány földtámogatással épült, és egyike volt azon kevés transzkontinentális vasútvonalaknak, amelyek nem mentek csődbe.
Hill úgy döntött, hogy vasútját a konkurens Northern Pacific vonaltól északra építi meg, amely sokkal nehezebb terepen, több híddal, meredekebb emelkedőkkel és alagútépítéssel érte el a Csendes-óceán északnyugati részét. Hill az útvonaltervezés nagy részét maga végezte, lóháton járta végig a javasolt útvonalakat. A Great Northern vonalának kulcsa az volt, hogy Hill a korábban fel nem térképezett Marias-hágót használta. A hágót eredetileg Lewis és Clark írta le 1805-ben, de azóta senki sem volt képes megtalálni, ezért Hill felbérelte Santiago Jamesont, hogy kutassa fel. Jameson 1889-ben fedezte fel a hágót, és ez majdnem száz mérfölddel rövidítette meg a Great Northern útvonalát. 1889 decemberében John Frank Stevens, a Great Northern Railway főmérnöke fedezte fel a hágót, és könnyebb utat kínált a Sziklás-hegységen át, mint a Northern Pacific által használt útvonal.
A Great Northern 1893. január 7-én ért Seattle-be.
1898-ban Hill megvásárolta a minnesotai Mesabi Range vasbányászati körzet nagy részeinek ellenőrzését, a vasútvonalakkal együtt. A Great Northern megkezdte az érc nagyarányú szállítását a középnyugati acélművekbe.

### Települések
A Great Northern energikusan támogatta a letelepedést Észak-Dakotában és Montanában, különösen az európai németek és skandinávok által. A Great Northern megvásárolta földjeit a szövetségi kormánytól - nem kapott földtámogatást -, és olcsó áron továbbértékesítette a farmereknek. Németországban és Skandináviában ügynökségeket működtetett, amelyek népszerűsítették a földjeit, és alacsony áron hoztak ide családokat. Hill iskolák és templomok alapításába is befektetett ezeknek a közösségeknek, és különböző haladó technikákat támogatott, hogy biztosítsa a jólétüket. 1882-ben ez a "dakotai boom" tetőzött, amikor 42 000 bevándorló, nagyrészt Észak-Európából, özönlött a régión keresztülfutó Red River völgyébe. 1871 és 1890 között az észak-dakotai Red River völgyében, a minnesotai határ mentén gyorsan növekvő település a nagyszabású "bonanza" gazdálkodás egyik fő példája volt.

### Hill vonalai az 1890-es években
Hat hónappal azután, hogy a vasút elérte Seattle-t, jött az 1893-as pániknak nevezett mély országos depresszió. Hill vezetése esettanulmány lett egy tőkeigényes vállalkozás sikeres irányításáról a gazdasági visszaesés idején. Annak érdekében, hogy a válság alatt ne veszítse el a klientúráját, Hill csökkentette a farmerek számára a vasúti tarifa szállítási díjait, és hitelt adott számos tulajdonában lévő vállalkozásnak, hogy azok továbbra is ki tudják fizetni a munkásaikat, és "10 dolláros utazást" (ami ma 301,59 dollárnak felel meg) indított a bevándorlók számára. Határozott takarékossági intézkedéseket is hozott - Hill mindössze egy év alatt 13%-kal csökkentette a vasút egy tonna teher szállítására fordított költségeit. Ezeknek az intézkedéseknek köszönhetően Hill nem csak az üzletben maradt, hanem közel 10 000 000 dollárral (ami ma 301 592 593 dollárnak felel meg) növelte vasútja nettó értékét. Eközben szinte minden más transzkontinentális vasút csődbe ment. Az a képessége, hogy átvészelte a válságot, hírnevet és csodálatot szerzett neki. Hill a bérek többszöri csökkentésével spórolt, amit a deflációs időszak tett lehetővé, amikor az árak általában csökkentek.
1893-ban Hill elkezdett a kínai munkásokon kívül más munkaerőforrást keresni. Rövid ideig olasz és görög munkásokat alkalmazott, de a vállalat tisztviselői nem voltak elégedettek a teljesítményükkel. Hill követeket küldött a Csendes-óceánra, akik megállapították, hogy Japánban van a legtöbb lehetőség a "keleti kereskedelem" piacán, és úgy döntött, hogy kihasználja ezt a lehetőséget.
Ebben az időben kezdte energiáit az ázsiai országokkal folytatott kereskedelem biztosítására is összpontosítani. Felajánlotta a japán iparosoknak a déli gyapotot, és még ingyen is szállította volna, ha összehasonlítják az általuk használt rövid vágású gyapottal, azzal az ígérettel, hogy ha elégedetlenek lennének vele, amit nem tettek meg, visszatérítést ígért. E baráti kapcsolatok kialakításával Hillnek sikerült megszereznie az iparosodó japánok 15 000 tonna sínre vonatkozó megrendelését az angliai és belga konkurenciával szemben. 1886 és 1905 között a Japánba irányuló amerikai export az évi 7,7 millió dollárról (ami ma 232 226 296 dollárnak felel meg) 51,7 millió dollárra ugrott, ami ma 1 559 233 704 dollárnak felel meg.
Leonard szerint 1900 után Hill rossz üzleti ítélőképességet mutatott az egyik kanadai leányvállalat, a Vancouver, Westminster és Yukon Railway Company (VW&Y) tekintetében. Elbocsátotta annak elnökét, John Hendryt, ezzel súlyosbítva a problémákat, meghosszabbítva a késéseket, és növelve a VW&Y átvételének költségeit. Hill legfőbb segítői hanyagul bántak a részletekkel, a könyveléssel, a levelezéssel és a jelentésekkel.

### A Northern Pacific és az 1901-es "rövidzárlat"
1901-ben és az új évszázad kezdetén James Hill már mind a Great Northern Railway, mind a Northern Pacific Railway felett rendelkezett (amelyet barátja, J. P. Morgan segítségével szerzett meg, amikor az a vasút az 1890-es évek közepén bekövetkezett gazdasági válságban csődbe ment). Hill a Chicago, Burlington és Quincy Railway felett is szeretett volna ellenőrzést szerezni, mivel az a középnyugati vonalakhoz és Chicagóhoz való hozzáférést biztosított. A Union Pacific Railroad volt a Great Northern és a Northern Pacific Railroads legnagyobb versenytársa. Bár a Great Northern és a Northern Pacific mögött J. P. Morgan és James J. Hill állt, a Union Pacific mögött nemcsak az elnöke, Edward H. Harriman, hanem a rendkívül befolyásos William Rockefeller és Jacob Schiff is.
Csendben Harriman elkezdett részvényeket vásárolni a Northern Pacificben azzal a szándékkal, hogy megszerezze az irányítást a Chicago, Burlington és Quincy felett. Már 40 000 részvényen belül volt az irányításhoz, amikor Hill tudomást szerzett Harriman tevékenységéről, és gyorsan kapcsolatba lépett J. P. Morgannel, aki utasította az embereit, hogy vásároljanak fel mindent, amire csak rátehetik a kezüket.
Az eredmény káosz lett a Wall Streeten. A Northern Pacific részvényei részvényenként 1000 dollárra kényszerültek. Sok spekuláns, aki a Northern Pacific részvényeit "shortolva" adta el a vasút árfolyamának esésére számítva, a tönkremenetel elé nézett. Valódi gazdasági pánik fenyegetett. Egyik fél sem tudott egyértelmű előnyre szert tenni, és a felek hamarosan rájöttek, hogy fegyverszünetet kell kötni. E fegyverszünet nyertesei Hill és Morgan voltak, akik azonnal megalakították a Northern Securities Company-t azzal a céllal, hogy összekapcsolják három nagy vasútvonalukat. Miközben a Hill-Morgan szövetség megalakította a Northern Securities Company-t, Theodore Roosevelt elnök lett, és energiáit a kereskedelmet monopolizáló nagy trösztök ellen fordította.

### Hill vonalai túlélik a bizalomromboló korszakot
Roosevelt 1902-ben az igazságügyi minisztériumát küldte, hogy perelje be a Northern Securities Company-t. A Legfelsőbb Bíróság 1904-ben elrendelte a cég mint monopólium feloszlatását. (Ironikus módon a Burlington Route, a Northern Pacific és a Great Northern később, 1970-ben egyesült a Burlington Northern Railroad nevű vasúttársasággá.) Ez véget vetett Hill azon képességének, hogy versenyképes tarifákat tartson fenn az ázsiai országokban, és a következő két évben az amerikai kereskedelem Japánnal és Kínával 40%-kal (vagy 41 millió dollárral) csökkent. Hill egy központi vállalat előnyei nélkül lépett tovább, és megszerezte a Colorado és a Southern Railway texasi vonalait. Emellett megépítette a Spokane, Portland és Seattle vasútvonalat is. 1916-ban bekövetkezett halálakor James J. Hill több mint 53 millió dollár vagyonnal rendelkezett (ami ma több mint 1 319 813 456 dollárnak felel meg). A hagyaték felosztásakor özvegye több mint 16 milliót, gyermekei pedig közel 4 milliót kaptak; 1,5 millió jövedelem- és örökösödési adót fizettek.
A Great Northern Railway és a Northern Pacific négyszer próbálkozott az egyesüléssel, 1896-ban, 1901-ben, 1927-ben és 1955-ben. Ez az utolsó kísérlet 1955-től a Legfelsőbb Bíróság végső jóváhagyásáig és az 1970 márciusában történt egyesülésig tartott, amelyből létrejött a Burlington Northern Railroad. 1995-ben a Burlington Northern egyesült az Atchison, Topeka and Santa Fe Railway-vel, így lett a Burlington Northern and Santa Fe Railway.

## Emlékezete
Becenevét viseli az Amtrak Empire Builder nevű vasúti járata.